# Mistrzostwa Ameryki i Pacyfiku w Saneczkarstwie 2014
3. Mistrzostwa Ameryki i Pacyfiku w saneczkarstwie 2014 odbyły się w dniach 6 – 7 grudnia 2013 roku w kanadyjskim Whistler. Zawody odbyły się w ramach Pucharu Świata w sezonie 2013/2014. Zawodnicy rywalizowali w trzech konkurencjach: jedynkach kobiet, jedynkach mężczyzn oraz dwójkach mężczyzn.

## Terminarz
| Data      | Konkurencja      | Godzina                     |
| --------- | ---------------- | --------------------------- |
| 6 grudnia | Dwójki mężczyzn  | 15:00 UTC-08:00 / 01:00 CET |
| 7 grudnia | Jedynki kobiet   | 15:00 UTC-8 / 01:00 CET     |
| 7 grudnia | Jedynki mężczyzn | 17:30 UTC-8 / 03:30 CET     |

## Wyniki

### Jedynki mężczyzn
Zwycięzcą zawodów został Amerykanin Chris Mazdzer, który wyprzedził Kanadyjczyka Samuel Edney oraz swojego rodaka Westa. W zawodach uczestniczyło dziesięciu zawodników. Dwóch nie ukończyło zawodów. Pierwsza dwójka obroniła tytuły z poprzedniego sezonu.
| Medal | Zawodnik           | 1. zjazd | 2. zjazd | Czas     | Strata   |
| ----- | ------------------ | -------- | -------- | -------- | -------- |
|       | Chris Mazdzer      | 48.457   | 48.521   | 1:36.978 | +0.000 ! |
|       | Samuel Edney       | 48.490   | 48.616   | 1:37.106 | +0.128   |
|       | Tucker West        | 48.607   | 48.761   | 1:37.368 | +0.390   |
| 4     | Taylor Morris      | 48.774   | 48.882   | 1:37.656 | +0.678   |
| 5     | Mitchel Malyk      | 48.846   | 48.954   | 1:37.800 | +0.822   |
| 6     | Aidan Kelly        | 48.794   | 49.107   | 1:37.901 | +0.923   |
| 7     | John Fennell       | 49.001   | 49.047   | 1:38.048 | +1.070   |
| 8     | Bruno Banani       | 49.390   | 49.677   | 1:39.067 | +2.089   |
| 9     | Alexander Ferlazzo | 50.460   | -        |          |          |
| 10    | Daniel Newton      | 50.612   | -        |          |          |

### Jedynki kobiet
Zwycięzcą zawodów została Kanadyjka Alex Gough, która wyprzedziła Amerykanki: Erin Hamlin oraz Kate Hansen. Obrończyni tytułu mistrzowskiego Julia Clukey zajęła czwarte miejsce. W zawodach uczestniczyło osiem zawodniczek. Wszystkie ukończyły zawody.
| Medal | Zawodniczka     | 1. zjazd | 2. zjazd | Czas     | Strata   |
| ----- | --------------- | -------- | -------- | -------- | -------- |
|       | Alex Gough      | 36.780   | 36.780   | 1:13.560 | +0.000 ! |
|       | Erin Hamlin     | 36.890   | 36.890   | 1:13.780 | +0.128   |
|       | Kate Hansen     | 36.898   | 36.898   | 1:13.796 | +0.390   |
| 4     | Julia Clukey    | 36.974   | 36.974   | 1:13.949 | +0.678   |
| 5     | Summer Britcher | 37.033   | 37.033   | 1:14.066 | +0.822   |
| 6     | Kimberley McRae | 37.035   | 37.035   | 1:14.070 | +0.923   |
| 7     | Arianne Jones   | 37.126   | 37.126   | 1:14.252 | +1.070   |
| 8     | Jordan Smith    | 37.195   | 37.195   | 1:14.390 | +2.089   |

### Dwójki mężczyzn
Zwycięzcą zawodów została para kanadyjska Tristan Walker - Justin Snith. Kolejne miejsca w rywalizacji zajęli Amerykanie. W zawodach uczestniczyło zaledwie cztery pary, wszystkie ukończyły rywalizację.
| Medal | Zawodnicy                          | 1. zjazd | 2. zjazd | Czas     | Strata   |
| ----- | ---------------------------------- | -------- | -------- | -------- | -------- |
|       | Tristan Walker/Justin Snith        | 36.721   | 36.657   | 1:13.378 | +0.000 ! |
|       | Matthew Mortensen/Preston Griffall | 36.797   | 36.761   | 1:13.558 | +0.180   |
|       | Christian Niccum/Jayson Terdiman   | 36.901   | 36.920   | 1:13.821 | +0.443   |
| 4     | Jake Hyrns/Andrew Shrek            | 37.127   | 37.491   | 1:14.616 | +1.238   |

## Klasyfikacja medalowa
| Miejsce | Państwo           |   |   |   | Razem |
| ------- | ----------------- | - | - | - | ----- |
| 1.      | Kanada            | 2 | 1 | 0 | 3     |
| 2.      | Stany Zjednoczone | 1 | 2 | 3 | 6     |